# توسيع وكحت الرحم
تمديد (أو توسيع) وكحت الرحم أو توسيع وكشط الرحم يشير إلى تمديد (توسيع/فتح) عنق الرحم والإزالة الجراحية لجزء من بطانة الرحم و/أو محتويات الرحم عن طريق الكشط والشفط (الكحت). وهي عبارة عن تدخل علاجي بالإضافة إلى أنها الطريقة الأكثر شيوعا في الإجهاض الذي يحدث في الثلث الأول من الحمل (الثلاث الأشهر الأولى).

## الإجراء

توضع المرأة تحت ملاحظة فريق التخدير قبل بدء العملية. الخطوة الأولى لعملية التوسيع والكحت تبدأ بتوسيع عنق الرحم. المكشطة: وهي عبارة عن قضيب معدني ذو مقبض من جهة وقطب حاد من جهة أخرى، وتدخل إلى الرحم من خلال عنق الرحم الذي توسع مسبقا. المكشطة: تستعمل في كحت بطانة الرحم وازالة الأنسجة التي بداخله. هذا النسيج يفحص اما لاتمام العملية (وذلك في علاج حالاتالإجهاض أو الإسقاط) أو معاينته مخبريا (في علاج حالة النزيف غير الاعتيادي)

## الاستخدامات الطبية
توسيع وكحت الرحم في الغالب تجرى لتشخيص مجموعة من أمراض النساء المتعلقة "بنزيف الرحم المرضي"، كما انه يستخدم في علاج ذلك النزيف (الناتج عن وفرة أو تكرر أو غزارة الاستحاضة), أيضا يستخدم في ازالة تضخم بطانة الرحم عند بعض النساء المصابات بمتلازمة تكيس المبايض (الناتجة عن تراكم مطول للانسجة التي لا تزول مع الدورة الطبيعية)، وكما يستخدم لازالة بعض أنسجة الرحم المسببة لنزيف المهبل غير الطبيعي، ومنها المشيمة المتبقية بعد الولادة. كما يستخدم في ازالة الانسجة المتبقية (والمسماة بنواتج الحمل المتبقية) في حالة الإجهاض غير المكتمل أو غير المشخص. ويستخدم كطريقة للإجهاض غير المشاهد حاليا. على النقيض، توسيع وكحت الرحم يضل «الاسلوب المثالي للعلاج» في حالات الإجهاض غير المكتمل أو غير المشخص في كثير من الدول على الرغم من وجود بدائل تستخدم حاليا في الإجهاض.

## المضاعفات
المضاعفات قد تنتج اما من اننقال العدوى اعراض جانبية للتخدير العام أو الأدوات المستخدمة خصوصا إذا لم يتم استخدام التقنيات التصويرية كتصويرالرحم بالموجات فوق الصوتية. 